# Argemiro Pinheiro da Silva
Argemiro Pinheiro da Silva, conegut com a Argemiro, (3 de juny de 1915 - 4 de juliol de 1975) fou un futbolista brasiler.

## Selecció del Brasil
Va formar part de l'equip brasiler a la Copa del Món de 1938.